# Agrochola obscurata
Agrochola obscurata là một loài bướm đêm trong họ Noctuidae.